# Zastava Rival
Pour les articles homonymes, voir Rival.
Le ZASTAVA Rival est un véhicule utilitaire, produit par le constructeur serbe Zastava Kamioni, à partir de 1985, sous licence IVECO. C'est le clone de l'IVECO Daily 1re génération. Ce véhicule que l'on peut conduire avec le permis "B" dans la version PTAC ≤ 3,5 tonnes, remplace la précédente gamme dérivée des OM 40, le Zastava 620, fabriqué depuis 1976.  

## Histoire
Mais c'est à partir des accords de coopération signés avec le constructeur italien Fiat S.p.A. du 12 août 1954 que Zastava dispose d'une production régulière d'automobiles, de véhicules utilitaires et de camions. À partir de la fin d'année 1954, Zastava Auto assemble et fabrique sous licence les voitures Zastava 600, 1100B et 1400 ainsi que les utilitaires Campagnola AR55 et Fiat 1100 TF.
En 1956, la production des petits camions Zastava 615 et 620 copies conformes des originaux italiens Fiat 615 débute. Ces séries ont connu un très grand succès, en Yougoslavie comme d'ailleurs partout en Europe à cette période, en raison des besoins liés à la reconstruction des réseaux commerciaux détruits par la Seconde Guerre mondiale.
C'est en 1969 que Zastava se décide à donner plus d'autonomie à sa division camions et crée une société indépendante pour ce secteur d'activité. La société Zastava Kamioni est fondée le 18 juin 1969. Cela va permettre de spécialiser réellement ce secteur et non plus de le considérer comme une annexe de la division automobile.
Avec le transfert de technologie et les contrats de coopération industrielle signés avec Fiat V.I. et OM d'abord puis, avec IVECO en 1985 et 1988, la gamme de véhicules utilitaires a été notablement augmentée avec la gamme Iveco Daily dite « S », avec les modèles 30.8, 35.8 et 40.8 produits sous licence par Zastava Kamioni sous le nom de Zastava Rival.

## Génération 1: Zastava Rival
Lancé en 1978 en Italie, ce véhicule est décliné, comme l'original italien, en une multitude de versions : châssis cabine, double cabine, camion benne, plateau, fourgon, minibus et ambulance, avec plusieurs empattements.
Lancé en 1985 par Zastava Kamioni, il est équipé du moteur diesel Fiat 8140.61 d'une cylindrée de 2.445 cm3, développant une puissance de 72 Ch DIN à 4.200 tr/min avec un couple de 147 N m à 2.400 tr/min.

## Génération 2: Zastava Turbo Rival
C'est en 1996 qu'IVECO délivre la licence de son moteur 8l40.21 turbo-diesel qui va équiper la 2e génération du Zastava Rival renommée Turbo Rival, qui va poursuivre une très longue carrière. Le Turbo Rival est fabriqué avec la même cabine que le Rival. Cette seconde série (1996-2000) va être remplacée par la 3e série de l'IVECO Daily doté d'une cabine aux lignes adoucies, dont la fabrication a été arrêtée en Italie en 1999.
En 2000, le Zastava New Turbo Rival reçoit le moteur IVECO turbocompressé 8140.43S, Euro 3, d'une cylindrée de 2.799 cm3 développant 126 Ch DIN et un couple de 290 N m. 
Toutes les nouvelles versions sont proposées depuis l'origine avec les PTC de 3,5, 4,0 et 4,9 tonnes.

## Génération 3 - Zastava New Turbo Rival

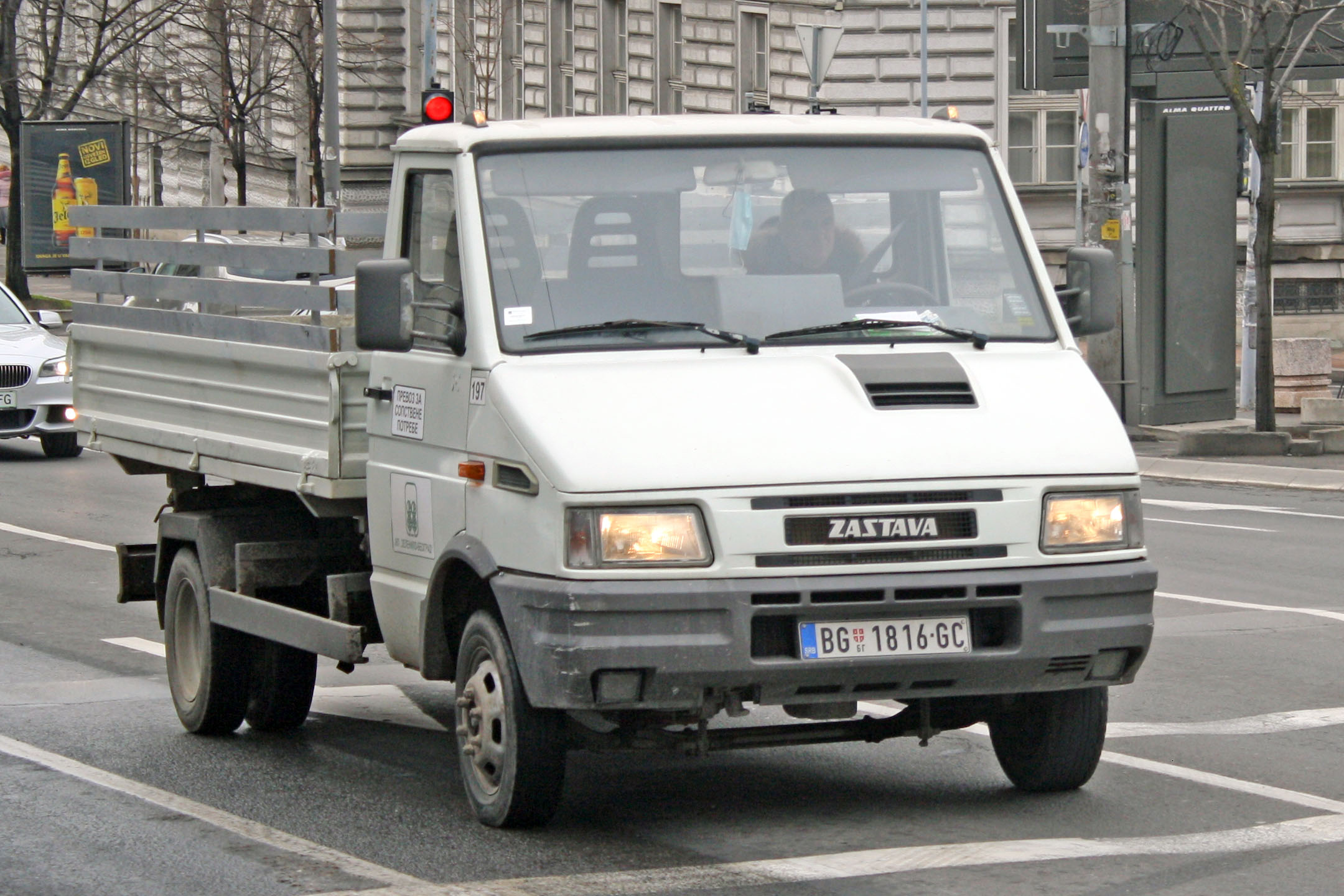
Zastava New Turbo Rival camion plateau

Le Zastava New Turbo Rival est la dernière évolution de la gamme Rival, modèle construit sous licence Iveco en Serbie. La production a été arrêtée en 2014 à la suite de la faillite de la société Zastava Kamioni. Les utilitaires IVECO Daily sont, depuis, importés directement d'Italie.

## Zastava Rival, Turbo Rival et New Turbo Rival Minibus

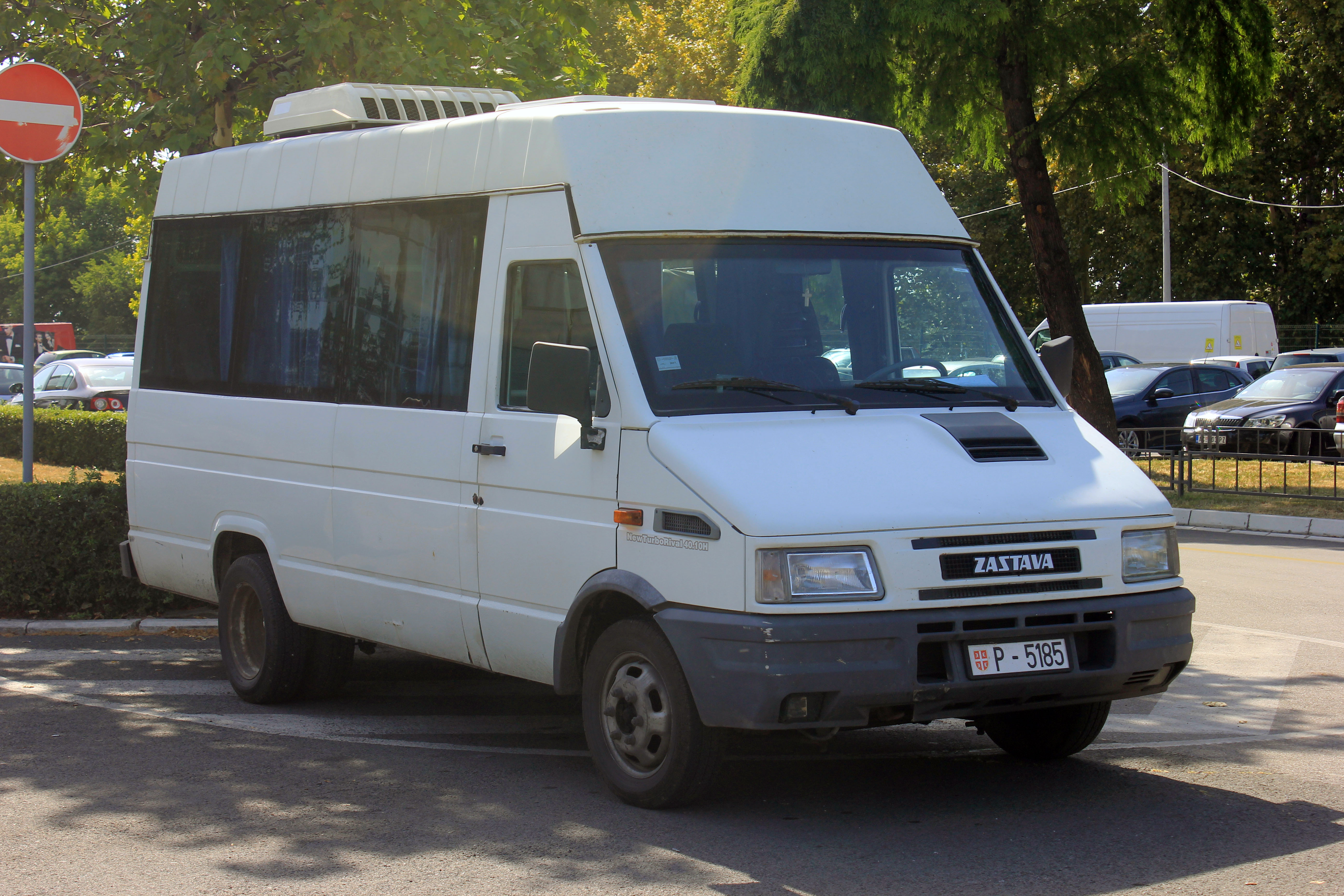
Zastava Turbo Rival Minibus 40.10H

Les versions Minibus des Zastava Rival, Turbo Rival et New Turbo Rival ont une capacité de 19 passagers assis dans la version ramassage scolaire, 16 passagers en transport standard et 13 passagers en version GT.
Ces modèles ont été équipés des mêmes moteurs que les versions fourgons et camions. Plusieurs versions de carrosserie sont proposées : la version standard IVECO, la plus courante, mais il est possible de faire carrosser l'autobus par un carrossier indépendant à partir d'un châssis nu.

## Versions militaires

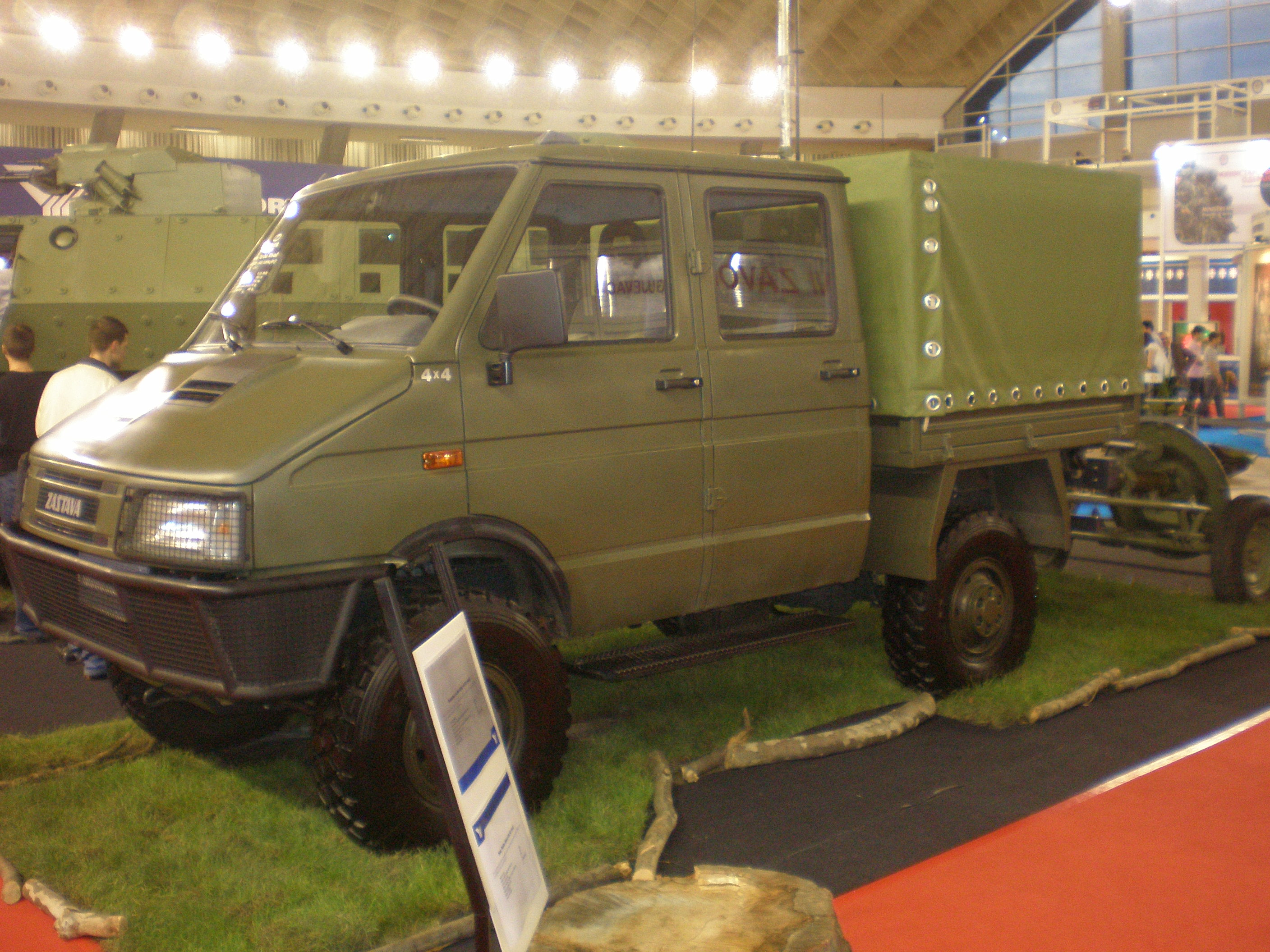
Zastava Turbo Rival double cabine

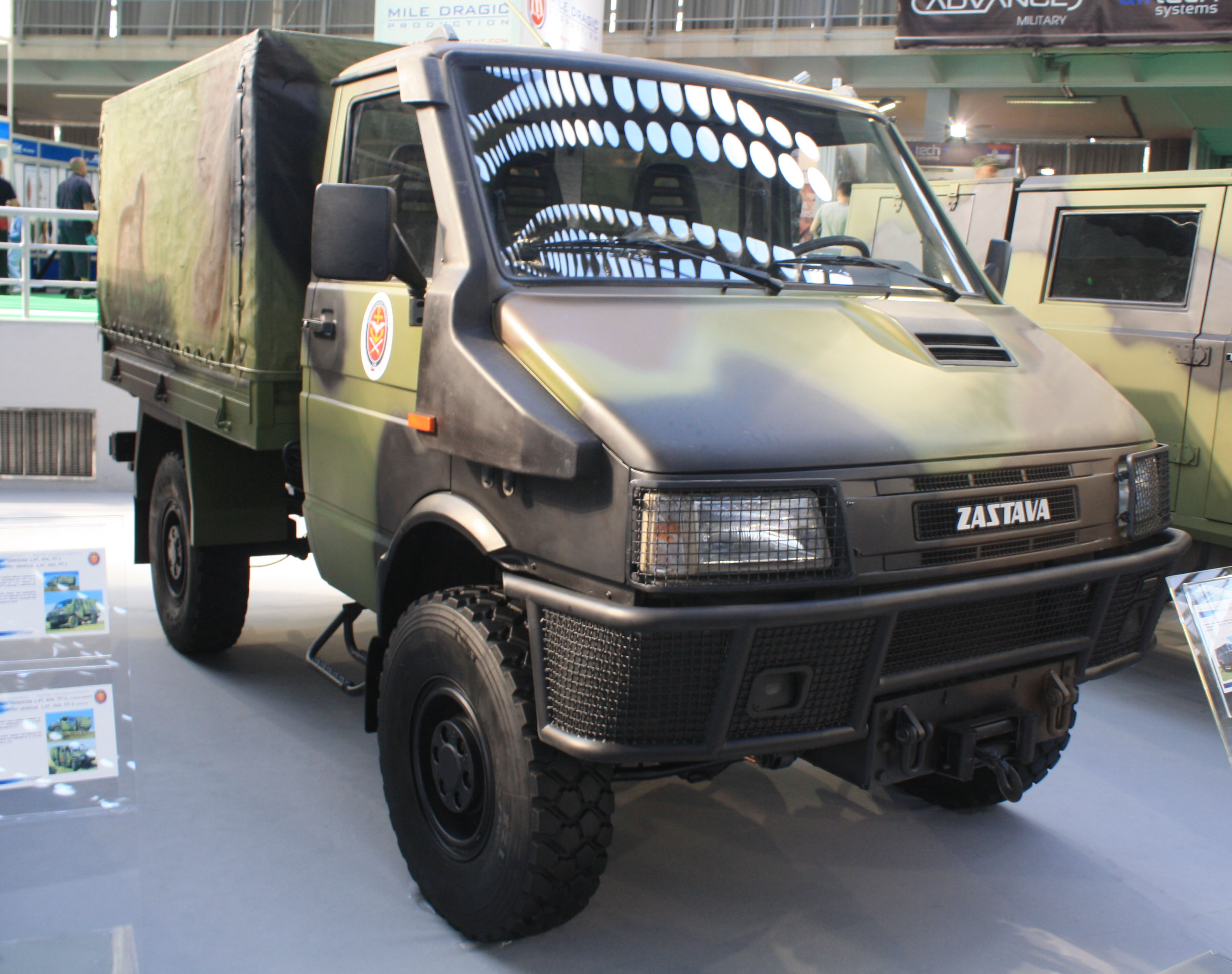
Zastava NTR 40.12 HKWM (2013)

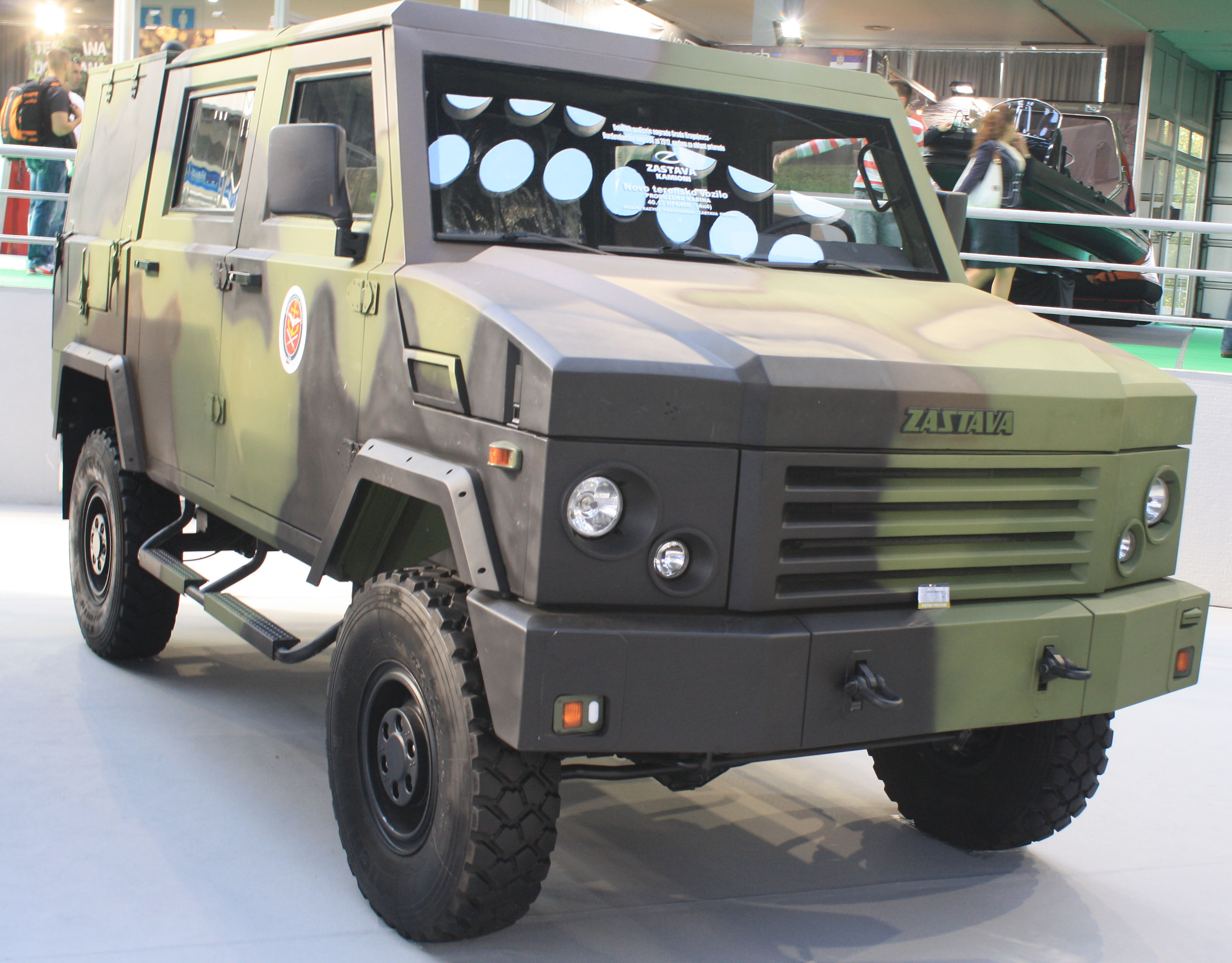
Zastava NTV 40.13 (2013)

Le Zastava Rival et ses remplaçants les Turbo Rival et New Turbo Rival ont été utilisés dans la version standard par les militaires qui ont également fait construire des versions spécifiques :
- Zastava Turbo Rival 40.12 HKWM 4x4 communément appelé P1[2]
- Zastava Turbo Rival NTR 40.12HKPKWM 4x4, appelé P2, comportant une cabine double avec 5 passagers assis [3]
- Zastava NTV 40.13 H 4x4 avec une carrosserie très carrée équipée du même moteur dont la puissance est portée à 130 ch DIN et le couple à 310 N m.